# Одиноков, Виктор Николаевич
Ви́ктор Никола́евич Одино́ков (22 декабря 1937, Клин — 29 апреля 2025) — советский и российский химик-органик, член-корреспондент АН РБ (1991), доктор химических наук (1981), профессор (1984), заслуженный деятель науки РФ (1998), БАССР (1987).

## Биография
Одиноков Виктор Николаевич родился 22 декабря 1937 года в городе Клин Московской области.
В 1960 году окончил Московский химико-технологический институт имени Д. И. Менделеева.
Место работы: научный сотрудник Новосибирского института органической химии СО АН СССР (1960—1966); старший научный сотрудник Новосибирского филиала НИИ полимеризационных пластмасс (1966—1970); старший научный сотрудник, затем заведующий лабораторией Института химии БФАН СССР (1970—1993), ныне Институт органической химии УНЦ РАН; с 1993 г. заведующий лабораторией Института нефтехимии и катализа АН РБ, ныне ИНК РАН.
Кандидатская диссертация на тему «Получение и некоторые превращения тетрафторпроизводных фталевой и тетрафталевой кислот» защищена в 1967 году, докторская диссертация на тему «Контролируемый озонолиз олефинов как основа стереоспецифического синтеза би- и полифункциональных алифатических и гетероциклических соединений» защищена в 1980 году.
Области научных интересов: органический синтез, органическая и биоорганическая химия, химия фторорганических соединений, химия низкомолекулярных биорегуляторов (феромонов насекомых, ювеноидов, экдистероидов, токоферолов), озонолиз.
Научная деятельность посвящена созданию низкомолекулярных биорегуляторов на основе контролиуемого озонолиза синтетических и природных ненасыщенных соединений и направленных трансформаций природных продуктов.
Разработаны методы селективного озонолиза олигомеров и полимеров сопряжённых диенов, новые подходы к синтезу феромонов, ювеноидов, терпеноидов, полипренолов, позволившие создать препараты для регулирования поведения пчёл и снижения численности насекомых, приносящих вред сельскому хозяйству.
Среди учеников Одинокова — 4 доктора и 33 кандидата наук.

## Труды
Одиноков Виктор Николаевич — автор свыше 320 научных трудов, в том числе 2 монографий, а также 126 авторских свидетельств и патентов РФ. Главный редактор (1995—2004) журнала «Вестник АН РБ».
В. Н. Одиноков, Г. Ю. Ишмуратов, Р. Я. Харисов, Г. А. Толстиков. Озонолиз ненасыщенных соединений в синтезе феромонов насекомых и ювеноидов Успехи химии, 1995, Т.64, № 6580-608.
В. Н. Одиноков, Л. П. Боцман, Л. В. Саранова, Е. В. Сюткина, Г. А. Емельянова. Феромоны насекомых и их аналоги. LVI. Химико-ферментативный синтез (S,E)-(+)-9-гидрокси-2-деценовой кислоты — компонента феромона матки медоносной пчелы (Apis mellifera). Химия природ. соедин., 1997, № 6. 877—879.
В. Н. Одиноков, В. Р. Ахметова, Р. Г. Савченко, М. И. Малябаева, Н. В. Лобанова. Озонолиз алкенов и изучение реакций полифункциональных соединений. LIX. Новый подход к синтезу изофитола и (Е,Е)-гераниллиналоола — изопреноидных синтонов для ?-токоферола и (Е,Е)- ?-токотриенола. Журнал орган. химии, 1998, Т.34, № 8, 1154—1156.
В. Н. Одиноков. ?,?-Дикарбонильные 1,5-ненасыщенные изопреноиды с (Z)- и (Е)-?-связями в синтезе низкомолекулярных биорегуляторов. Известия АН Сер.хим., 1999, № 11, 2040—2051.
В. Н. Одиноков, В. Р. Ахметова, Р. Г. Савченко, М. В. Базунова, Е. А. Парамонов, Л. М. Халилов. Озониды перфтор-1-октена и перфтор-2-октена. Известия АН Сер. хим., 2000, № 6, 1109—1111.
В. Н. Одиноков, В. Р. Ахметова, М. В. Базунова, Р. Г. Савченко, Е. А. Парамонов, Л. М. Халилов. Озонолиз алкенов и изучение реакций полифункциональных соединений. LXV. Озонолиз перфтор-1-октена во фреоне-113. Журнал орган. химии, 2001, Т.37, № 3, 350—354.
В. Н. Одиноков, Э. П. Серебряков. Синтез феромонов насекомых. Монография, Изд-во «Гилем», Уфа, 2001, 371.
В. Н. Одиноков, М. И. Маллябаева, А. Ю. Спивак, Г. А. Емельянова, У. М. Джемилев. Новый подход к синтезу (2RS,4’R,8’R)-?-токоферола (витамина Е). Доклады Академии наук, 2001, 380, № 2, 201—203.
В. Н. Одиноков, Р. Г. Савченко, С. Р. Назмеева, И. В. Галяутдинов, Л. М. Халилов Озонолиз алкенов и изучение реакций полифункциональных соединений. LXVI. Озонолиз и гидрирование диацетонидов 24,25-и 25,26-ангидро-20-гидроксиэкдизонов. Синтез понастерона А. Журнал орган. химии, 2002, Т.38, № 4, 550—554.

## Награды и звания
Лауреат премии Академии наук СССР имени А. М. Бутлерова. Заслуженный деятель науки Башкирской АССР и Российской Федерации.
Дипломы Всесоюзного химического общества (ВХО) им. Д. И. Менделеева (1964, 1966 г.).